# Обладунки бога (фільм)
«Обладунки Бога» (кит.: 龍兄虎弟, Long xiong hu di) — пригодницький комедійний бойовик режисера Джекі Чана з ним же в головній ролі, що вийшов на екрани в 1986 році. У фільмі зображується мистецтво Чана кунг-фу, комедія та трюки у стилі Індіани Джонса. За цей фільм Джекі мало не поплатився життям: гілка не витримала його ваги, він впав і отримав тріщину в черепі. Фільм отримав продовження у вигляді «Обладунки Бога 2: Операція Кондор» у 1991 р.
Мисливець за скарбами Джекі отримує несподіване прохання від свого колишнього друга Алана. Сектанти викрали Аланову наречену і в обмін вимагають доставити їм «Обладунки Бога». Врятувати дівчину виявляється під силу лише Джекі.

## Сюжет
Мисливець за скарбами Джекі на прізвисько «Азійський яструб» викрадає в племені дикунів у Африці ритуальний меч, який належав хрестоносцям. Підкинувши їм димову шашку, Джекі тікає за допомогою заздалегідь схованого міні-літака. Меч потім під назвою «Меч Бога» продають на аукціоні в Парижі. Його купує дівчина Мей Беннон, дочка графа Беннона, котрий шукає інші реліквії, щоб скласти легендарні «Обладунки Бога». До Джекі приїжджає його колишній друг Алан зі звісткою, що дівчину Лауру, до якої вони обоє залицялися, викрали сектанти. В обмін на дівчину вони вимагають передати їм «Обладунки Бога». Джекі неохоче погоджується.
Частина обладунків уже є в колекції графа Беннона, тому Джекі й Алан вирішують викупити їх. Граф розповідає легенду про те, що колись з допомогою тих обладунків було переможено сили зла, які правили світом. Якщо їх знищити, зло знову зможе панувати. Граф не вважає обладунки дуже цінними і дозволяє взяти їх, але з умовою, що потім їх буде повернено. Аби проконтролювати це, разом Джекі й Аланом вирушає Мей.
Сектанти намагаються вбити Джекі з Аланом і викрасти обладунки, але Джекі обманює зловмисників, підірвавши своє запасне авто. Утрьох Джекі, Алан і Мей потай проникають у фортецю сектантів, які маскуються під ченців. Там з'ясовується, що сектанти виробляють наркотики та звозять для оргій повій. В монастирі впізнають Джекі, а Лаурі сектанти вколюють транквізізатор, який зомбує її. Лідер сектантів, Великий Магістр, наказує Лаурі принести частини обладунків. Мей викрадає ключі та знаходить Алана. Разом вони б'ються з сектантами і розшукують Лауру. Врешті їм усім вдається втекти з монастиря.
Лаура просить Алана показати їй обладунки. Підозрюючи тут якусь хитрість, Алан розповідає про це Джекі. Мей думає, що це Джекі хотів привласнити обладунки, і вони сваряться. Тим часом Алан і Лаура зникають разом з реліквіями. Джекі з Мей вирушають навздогін.
Вони знаходять друзів у монастирі, де розуміють, що Лаура вколола Алану транквілізатор, змусивши його принести обладунки сектантам. Проте обладунки весь час були в Джекі. Коли дія речовини минає, обоє оговтуються. Алан просить покинути його й тікати з обладунками. Джекі береться вивести Алана, попри взаємну неприязнь.
Сектанти перестрівають утікачів і схоплюють Алана. В ході бійки Джекі визволяє Алана та знаходить де сховано інші частини обладунків. Тоді його оточують темношкірі охорониці Беннона, проте Джекі винахідливо долає їх. Прибігає решта сектантів на чолі з Великим Магістром, яким Джекі показує, що обклався динамітом і погрожує підірвати себе разом з обладунками. Але він не помічає, що не загасив бікфордів шнур і йому доводиться викинути динаміт, що призводить до руйнування монастиря. Алан, Лаура та Мей, які вже відлітали на повітряній кулі, підбирають Джекі, який стрибає до них зі стрімчака.

## У ролях
- Джекі Чан — Джекі «Азійський яструб»
- Алан Там — Алан
- Марія Долорес Форнер — Мей Беннон
- Божидар Смилянич — граф Беннон
- Росамунд Кван — Лаура
- Кен Бойл — Великий Магістр
- Роберт О'Браян — африканський шаман

## Виробництво
- Фільм був знятий, в основному, в колишній Югославії в Загребі, Хорватії, Словенії, а також Граці, Австрія.
- Під час зйомок однієї сцени, коли треба було стрибати від стіни до гілки дерева, за другої спроби зламалася гілка, і Джекі Чан упав на землю з висоти 15 футів. Його голова вдарилася об скелю, череп тріснув. Чан був доставлений в лікарню і провів у хірургії 8 годин. В результаті, тепер він має постійний отвір у голові, наповнений пластиковою вилкою, і невелику втрату слуху на одне вухо.[2]

## Касові збори
Фільм зібрав у Гонконгу 35 469 408 гонконгських доларів.